# Rockstar Leeds

Logo của Rockstar Leeds

Rockstar Leeds Limited (trước đây là Möbius Entertainment Limited) là một nhà phát triển trò chơi điện tử của Anh và là một studio của Rockstar Games có trụ sở tại Leeds. Công ty được thành lập với tên Möbius Entertainment vào tháng 12 năm 1997, bởi Gordon Hall, Jason McGann, Dave Box và Ian J. Bowden. Công ty đã phát triển nhiều tên trò chơi cho Game Boy Advance, bao gồm cả bản chuyển thể của Max Payne (2001) của Remedy Entertainment, được xuất bản bởi Rockstar Games vào cuối năm 2003. Vào tháng 4 năm 2004, công ty mẹ của Rockstar Games, Take-Two Interactive, thông báo rằng họ đã mua lại Möbious Entertainment. Là một phần của thỏa thuận, công ty trở thành một phần của nhãn Rockstar Games và được đổi tên thành Rockstar Leeds.